# Polyura juta
Polyura juta är en fjärilsart som beskrevs av Gustaaf Hulstaert 1924. Polyura juta ingår i släktet Polyura och familjen praktfjärilar. Inga underarter finns listade i Catalogue of Life.